# Widnau
Widnau est une commune suisse du canton de Saint-Gall, située dans la circonscription électorale de Rheintal.

Vue aérienne (1954).

## Industrie
- Leica Geosystems AG